# Détroit d'Amchitka
Le détroit d'Amchitka est situé en mer de Béring dans les îles Aléoutiennes (Alaska), entre le groupe des îles Rat à l'ouest et les îles Delarof à l'est. Le détroit a une largeur de moins de 80 km et des profondeurs de 49 à plus de 1 000 brasses. Les îles des deux côtés de la passe doivent être évitées d'au moins 8 km. Des mouvements de fortes marées ont été observés à l'extrémité est de l'île Amchitka. Le passage est dangereux par gros temps, en particulier pour les petites et moyennes embarcations. La direction des courants est erratique et leur vitesse peut être forte.

## Source de la traduction
- (en) Cet article est partiellement ou en totalité issu de l’article de Wikipédia en anglais intitulé « Amchitka Pass » (voir la liste des auteurs).